# Layou (rijeka)
Layou je najduža rijeka u Dominici, duga oko 8 kilometara. Izvire na središnjem dijelu otoka i teče na zapad kroz tropsku šumu i gudure Klanca rijeke Layou, završavajući svoj put u Karipskom moru. Postoji nekoliko atraktivnih lokacija za rafting, kajak, kanu i kupanje. Nešto uzvodnije (jednu milju) od Layou River Hotela su vrući izvori Ti Kwen Glo Cho. Od pritoka je najznačajnija Matthieu.

## Vanjske poveznice
- Landslides: Dominica  Arhivirana inačica izvorne stranice od 9. travnja 2009. (Wayback Machine)